# Jean-Marie Desgranges
Jean-Marie Desgranges, né le 12 janvier 1874 à Limoges (Haute-Vienne) et mort le 10 octobre 1958 à Rodez (Aveyron), est un prêtre catholique séculier et homme politique français.

## Biographie
Ordonné prêtre en 1891 à Limoges, il participe activement à la vie intellectuelle en créant des centres d'études, ainsi qu'un journal, en 1905, Le Démocrate. Il est très connu comme conférencier. Un temps proche du mouvement du Sillon, il s'en désolidarise en 1908, et prend part de près au catholicisme social.
Malgré ses problèmes de vue, en juin 1915 il est nommé aumônier volontaire au groupe de brancardiers de la 34e division d'infanterie du 17e corps d'armée, puis est affecté à l'armée d'Orient. Ainsi, durant la Première guerre mondiale il passe trois ans sur le front français et un an sur le front oriental. Son courage lui vaut la Croix de guerre 1914-1918 avec quatre citations dont une à l'ordre de l'armée. En 1921 (pour prendre rang du 16 juin 1920) il est fait chevalier de la Légion d'honneur puis est promu officier de la Légion d'honneur en 1954.
Chanoine de la cathédrale de Vannes, il est élu député du Morbihan en 1928, quoique sans aucune attache avec la Bretagne. Il participe à des conférence sur l'église et le progrès social comme à Wasquehal en 1928. Il est constamment réélu jusqu'en 1940. Il vote les pleins pouvoirs au dernier Président du Conseil de la IIIe République Pétain, comme la majorité des députés. Retiré à Grenoble, il s'engage dans la Résistance et doit se cacher, pour cette raison, dans un couvent de religieuses. Ce qui lui vaut d'être relevé de l'inéligibilité (qui frappait les députés ayant voté les pleins pouvoirs au maréchal Pétain) par le Jury d'honneur le 31 décembre 1945. Après le conflit, il quitte la politique active, mais préside l'association des élus « Anciens de la Troisième », ouverte à la gauche comme à la droite, intitulée les Hommes libres, et se préoccupe du sort des anciens parlementaires déclarés inéligibles et des personnes emprisonnées pour leur attitude supposée sous l'Occupation, avec la Fondation Notre-Dame-de-la-Merci. Il influence dans ce sens la loi d'amnistie de 1951, qui met fin à ces emprisonnements politiques, en même temps qu'elle interdit les poursuites contre les crimes de l'épuration.
Dans son livre, Les Crimes masqués du résistantialisme (1948), il se fait dénonciateur des nombreux crimes et exactions censément commis au nom de la Résistance et de l'« abominable exploitation de la vraie Résistance au profit de certains partis politiques » dans les mois qui ont suivi la Libération.

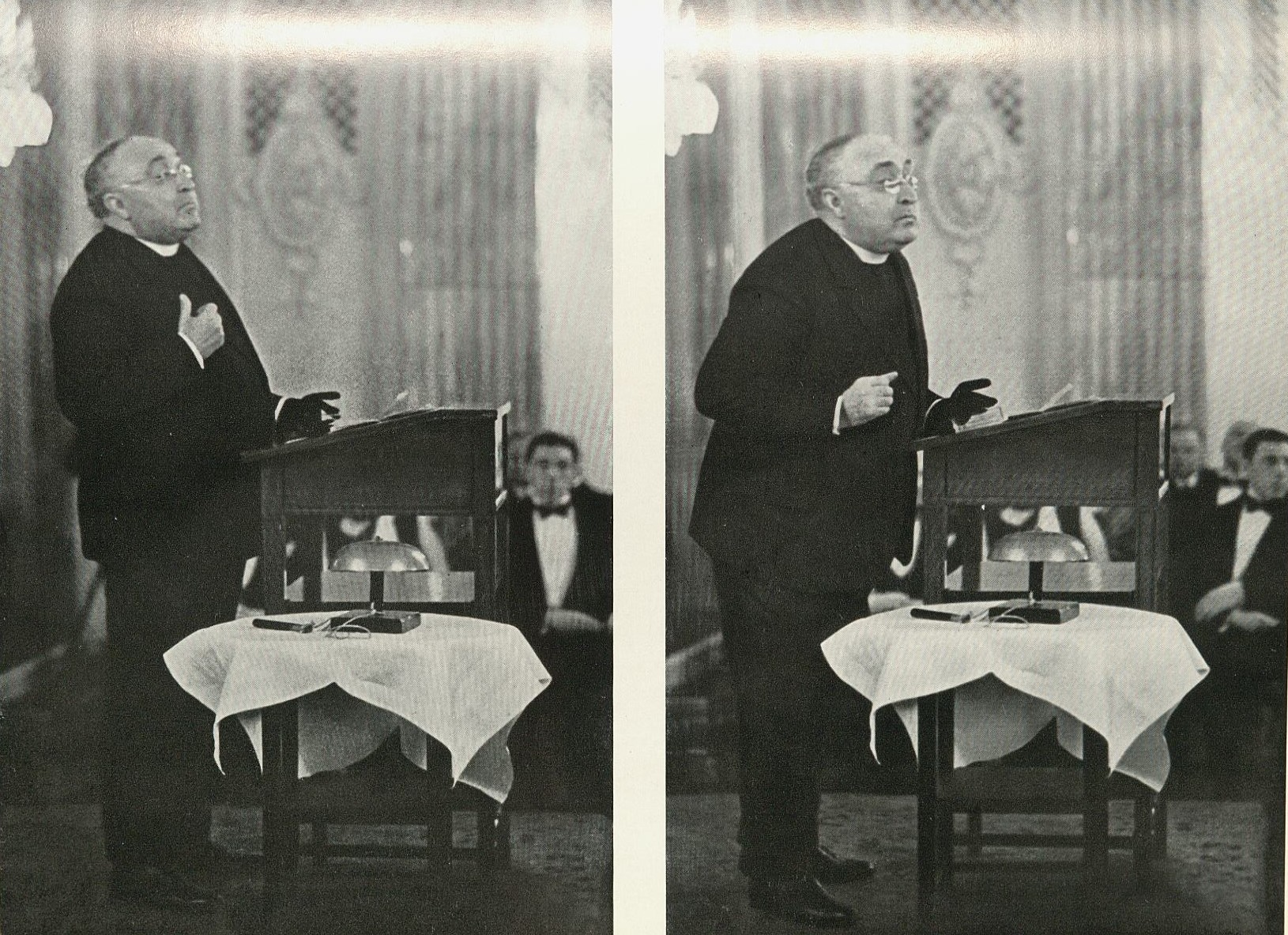
Erich Salomon: Jean-Marie Desgranges, Berlin, 1931

## Ouvrages
- Les Crimes masqués du résistantialisme, Paris, Les Éditions de L’Élan (collection Témoignages contemporains), 1948.

## Sources
- « Jean-Marie Desgranges », dans le Dictionnaire des parlementaires français (1889-1940), sous la direction de Jean Jolly, PUF, 1960 [détail de l’édition] [texte sur Sycomore].